# Michael Levi Rodkinson

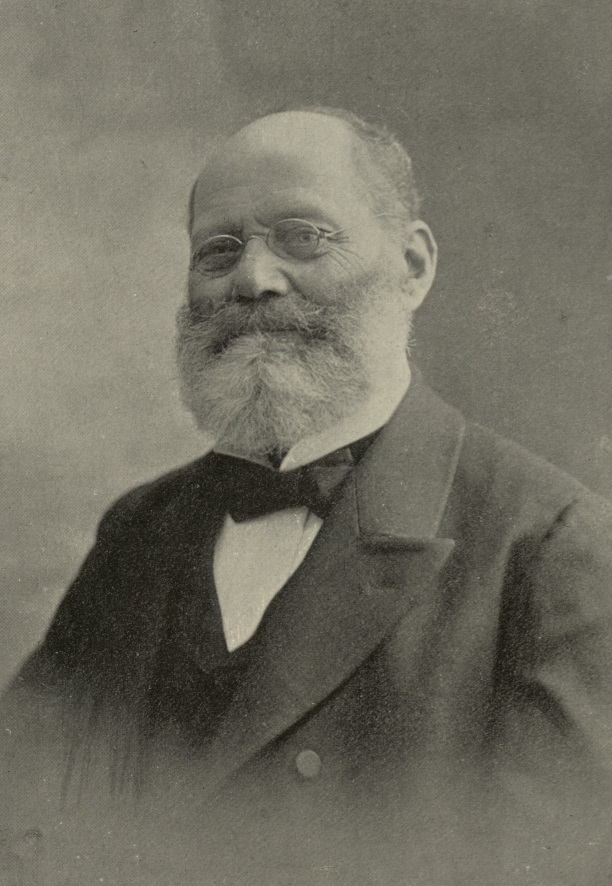
Michael Levi Rodkinson

Michael Levi Rodkinson (1845–1904) foi um editor americano, conhecido por ser o primeiro a traduzir o Talmude Babilônico para o inglês. 

## Biografia
Nascido com o sobrenome "Frumkin", Michael Levi era filho de Alexander Sender Frumkin e meio-irmão de Israel Dov Bär Frumkin, editor do jornal The Havatzeleth em Jerusalém, Arieh Tzvi Hirsch Frumkin e Guishe Frumkin-Navon. Michael Levi recebeu o nome de seu avô, Aaron ha-Levi ben Moses, de Staroselye, um rabino proeminente do movimento Chabad, que criou seu próprio grupo hassídico em Usha e depois em Starosjle. Michael, portanto, cresceu em uma atmosfera hassídica de Chabad. 
Ele mudou seu nome para Rodkinson por razões desconhecidas, talvez após o nome de sua mãe "Rada". Ele viveu na Alemanha por um período em que publicou alguns de seus livros, depois se mudou para os Estados Unidos e se estabeleceu na cidade de Nova York, onde trabalhou como editor. Entre suas obras, há uma tradução incompleta do Talmude Babilônico para o inglês. A tradução foi duramente revisada, provocando o escárnio de talmudistas como Kaufmann Kohler, que rotulou Rodkinson de "erudito fingido" pelas muitas traduções aparentemente mal informadas ou ingênuas de termos talmúdicos comuns.  
Rodkinson reuniu muitas histórias de sua infância entre os hassidins e as compilou em livros que ele publicou mais tarde. Esses foram os primeiros livros a contar histórias em hebraico e ídiche. (Até então, os livros hebraico e ídiche eram principalmente explicações da lei judaica.)     
Rodkinson se casou três vezes; seu filho mais velho com sua primeira esposa era Rosamond Rodkinson. Ela ajudou o pai a traduzir o Talmude e também viajou pelo mundo para obter apoio. Seu próximo filho com sua segunda esposa foi seu filho Max Rodkinson, um famoso ator do teatro ídiche em Nova York. Max mudou seu nome para "Rudolph Marks" porque seu pai não queria que ele usasse o nome "Rodkinson" como ator iídiche. Depois de alguns anos de atuação, ele deixou o palco e se tornou advogado, recuperando seu nome original. Seu terceiro filho também de sua segunda esposa foi Norbert Mortimer Rodkinson, que também ajudou seu pai a traduzir o Talmude para o inglês. Michael Levi Rodkinson teve outro filho e duas filhas com sua terceira esposa. 